# Танцы после порева
Танцы после порева — восьмий альбом російського рок-гурту «Сектор Газа», який був випущений в березні 1994 року.

## Список композицій
1. «Танцы после порева»
2. «Не даёт»
3. «Метаморфоза»
4. «Вдова»
5. «Проститутка»
6. «Комары»
7. «Незнакомые места»
8. «Казачья»
9. «Сельский кайф»
10. «Из чего же»
11. «Богатые тоже плачут»
12. «Укус вампира»
13. «Злая ночь»

## Музиканти

### Студійний склад гурту
- Юрій Клинських — вокал, гітара, клавішні
- Ігор Жирнов — лідер-гітара
- Ірина Бухаріна — бек-вокал

### Концертний склад гурту
- Юрій Клинських — вокал
- Вадим Глухов — гітара
- Олександр Якушев — барабани
- Олексій Ушаков — клавішні

## Інформація
- Дата выпуска: Березень 1994 року
- Студія: «Gala Records» (7)
- Музика, слова, аранжування: Юрій Клинських
- Запис та зведення: Андрій Дєльцов